# Jan August Kisielewski
Jan August Kisielewski (n. 8 februarie 1876, Rzeszów -- d. 29 ianuarie 1918, Varșovia) a fost un dramaturg polonez, intelectual și critic de teatru , eseist care a fost un apropiat al personalităților boeme care frecventau cabaretul Balonul Verde (poloneză Zielonego Balonika). Kisielewski este considerat astăzi a fi una dintre personalitățile cele mai creative ale Tinerei Polonii. A fost un comunicator excelent, un analist de artă deosebit și un reprezentat de marcă a literaturii psihologice, de dramă, poloneze.

## Viața
Jan August Kisielewski s-a născut într-o familie de profesori, Augusta și Joseph Szałajków. Cursurile primare le face în localitatea natală Rzeszow după care se mută la Tarnów. De-a lungul anilor Jan a fost ]n Viena, se stabilește la Cracovia unde lucrează ca și copist și urmează cursurile Universității Jagiellone. Debutul în dramaturgie și-l face în anul 1899 și are o mulțime de succese, fapt care-l determină să se mute la Paris în anul 1903. Fondează revista satirică „Liberum veto”. după care se mută la Varșovia în anul 1906. A scris articole și recenzii pe care le-a publicat în volumele Panmusaion și Życie dramatu (Dramă de viață). Din cauza simptomelor bolii mintale de care suferea lucrează din ce în ce mai rar și a fost forțat să se interneze deseori în spitale de profil. A murit în data de 29 ianuarie 1918 în Varșovia și a fost înmormântat în cimitirul Powazki din aceeași localitate.
Kisielewski a devenit celebru ca și creator de comedie și drame realistice

## Drame
- Pariah ( 1896 ) - (s-a pierdut)
- Caricaturi ( 1898 )
- Web-ul ( 1896 )
- Ultima întâlnire ( 1896 )
- Sonata ( 1901 )
- Comedie de dragoste și virtute ( 1903 ) - a fost doar un act

## Eseuri
- Teatrul japonez ( 1902 )

## Comentarii critice
- Panmusaion ( 1906 )
- Drama de viață ( 1907 )

## Galerie imagini

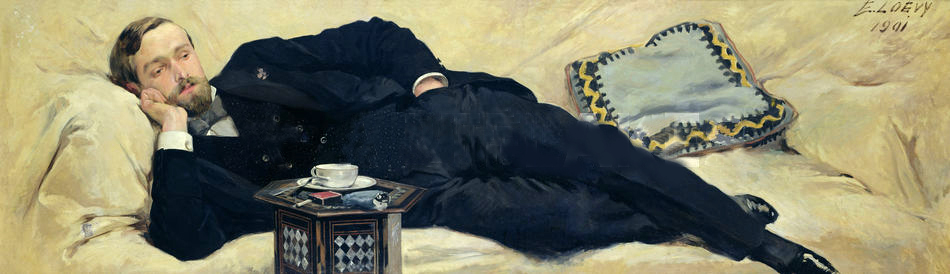
Jan A. Kisielewski, Pictură de Edward Loewy